# Vlag van Belgrado

Vlag van Belgrado (ratio 1:1)

De vlag van Belgrado bestaat uit drie Servische nationale kleuren: rood, blauw en wit. Het blauw symboliseert hoop en geloof in een betere toekomst. Het rood van de grond symboliseert het lijden van het Servische volk in de strijd voor vrijheid. Twee horizontale witte lijnen stellen de rivieren Sava en Donau voor, die symbool staan voor de kracht van Belgrado. Ze zijn wit volgens de heraldische regels. 'Beograd' is de Servische naam voor 'witte stad', dus er zijn witte muren en torens. De muren staan voor een handelsstad; de torens en open poort staan voor een open markt. Het schip, een Romeinse trireem, staat symbool voor de oudheid van de stad.
De vlag is in gebruik sinds 1931, en toont hetzelfde beeld als het wapen van Belgrado. Het ontwerp van de vlag is van de hand van Đorđe Andrejević Kun.